# Henry Stedman
Henry Stedman (ur. w Chatham) – angielski autor przewodników turystycznych
Jest autorem lub współautorem ponad dwunastu tytułów, między innymi  „Trailblazer’s Dolomites Trekking”, „Coast to Coast Path”, „Hadrian’s Wall Path”, jak również „The Bradt Guide to Palestine”, „The Rough Guide to Indonesia” i „The Rough Guide to Southeast Asia”.
Na co dzień mieszka w Hastings w Anglii, redaguje przewodniki innych autorów, pisze broszury i książki podróżnicze, prowadzi stronę internetową poświęconą Kilimandżaro oraz organizuje wyprawy na tę górę.

## Publikacje
- Kilimandżaro i Mount Meru (ang. Kilimanjaro – The Trekking Guide to Africa’s Highest Mountain), Wydawnictwo Sklep Podróżnika, wydanie I, ISBN 83-7136-102-9